# Supertaça de São Tomé e Príncipe de 2015
A Supertaça Nacional António Aguiar ou Supertaça de São Tomé e Príncipe de 2015 foi a 10ª edição da Supertaça de São Tomé e Príncipe. Foi organizada pela Federação Santomense de Futebol que, neste ano, entregou um prêmio de 75.000 dobras para o vencedor.
O encontro teve lugar em maio de 2016 no Estádio Nacional 12 de Julho, localizado em São Tomé, capital do país. Opôs o vencedor do Campeonato Santomense de 2015 ao vencedor da Taça Nacional de São Tomé e Príncipe.
O Sporting Praia Cruz disputou este troféu pela quarta vez, sagrando-se mais uma vez campeão.

## Ficha de jogo
| 8 de maio de 2016 | Sporting Praia Cruz   | 2 – 1         | FC Porto Real  | Estádio Nacional 12 de Julho São Tomé (ilha de São Tomé) |
|                   | Agapito 31', Jujú 43' | Ficha de Jogo | Vado Naite 71' |                                                          |

| Sporting Praia Cruz: |  |          |  |
|                      |  |          |  |
| G                    |  | Nilson   |  |
| G                    |  | Primo    |  |
| A                    |  | Zé       |  |
| D                    |  | Ivonaldo |  |
| M                    |  | Gilson   |  |
| M                    |  | Jair     |  |
| M                    |  | Jocy     |  |
| M                    |  | Vando    |  |
|                      |  | Agapito  |  |
|                      |  | Jujú     |  |
| Treinador:           |  |          |  |
|                      |  |          |  |

| FC Porto Real |  |            |  |
|               |  | Vado Naite |  |
| Treinador:    |  |            |  |
|               |  |            |  |

| Sporting Praia Cruz | Cores do Time FC Porto Real |

## Vencedor
| Supertaça de São Tomé e Príncipe |
| -------------------------------- |
| Sporting Praia Cruz (4º Título)  |